# Stabilizátor (chemie)
V chemickém průmyslu se jako stabilizátor označuje látka, která zabraňuje rozkladu. Látky chránící před teplem a světlem se přidávají do plastů, aby bylo možné tyto plasty bezpečně zpracovávat a zabránilo se jejich opotřebení. Existují monofunkční, bifunkční i polyfunkční stabilizátory. Nejvýznamnější skupinu tvoří stabilizátory založené na vápníku (vápníkovo-zinkové a organovápenaté), olovu a cínu a také kapalné stabilizátory (HALS, benzofenon, benzotriazol). Používání stabilizátorů obsahujících kadmium se omezuje kvůli jejich dopadu na zdraví a životní prostředí.

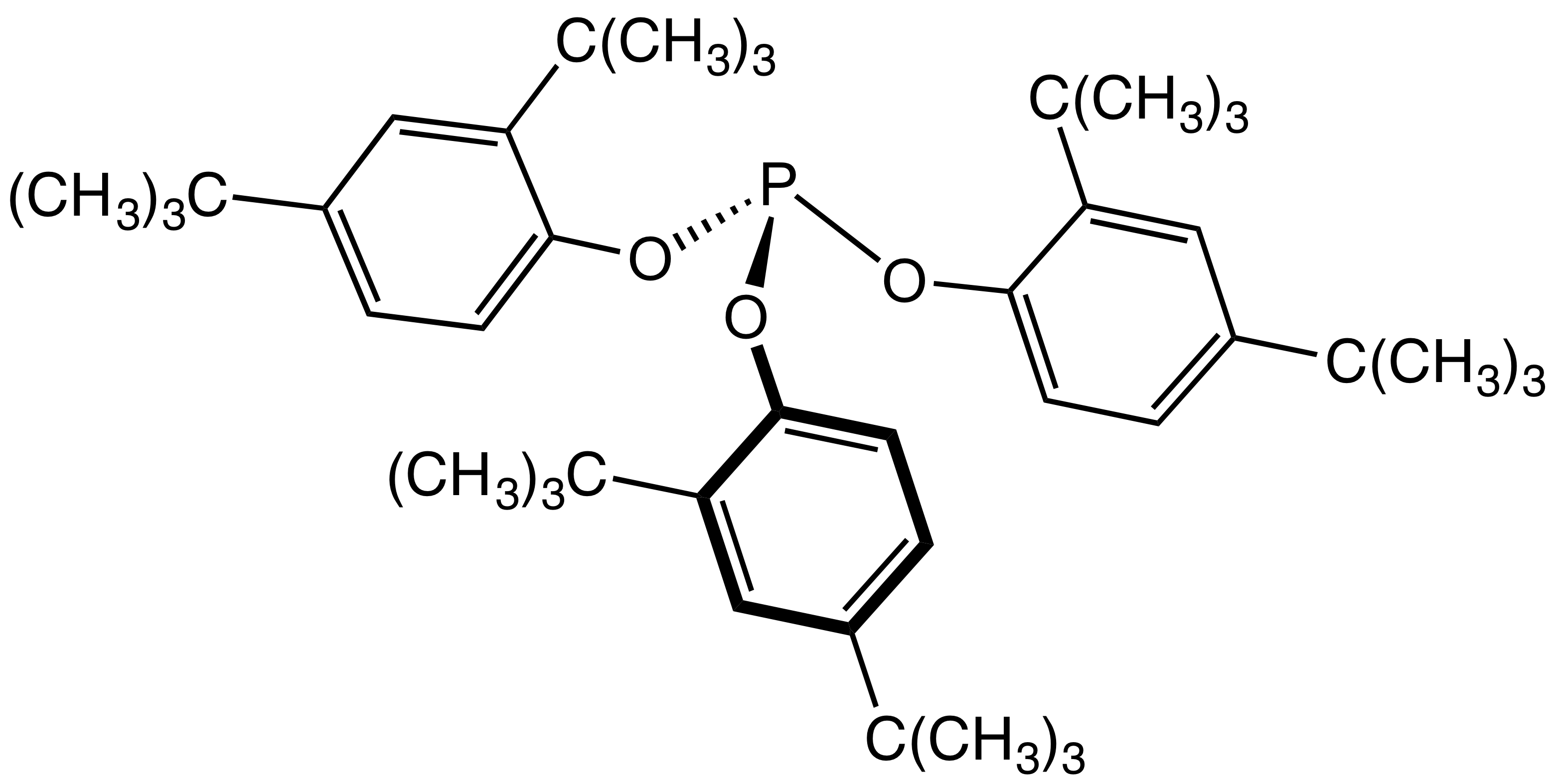
Tris(2,4-di-terc-butylfenyl)fosfit, často používaný stabilizátor polymerů
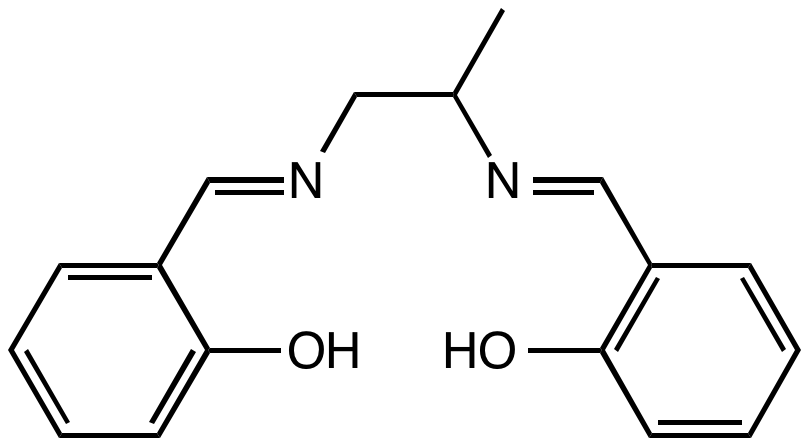
Salpn je jedním z deaktivátorů kovů používaných jako aditiva zamezující oxidačním reakcím. Tyto stabilizátory tvoří stabilní komplexy s kovy, čímž zamezují jejich katalytickému působení.

## Stabilizátory polymerů
- antioxidanty - zabraňují oxidaci, dělí se na tři hlavní druhy
  - Zachytávače kyslíku (nejčastěji fosfity, například tris(2,4-di-terc-butylfenyl)fosfit), se nejčastěji používají při počátečním zpracování.
  - Zachytávače radikálů omezují nebo zabraňují fotooxidaci polymerů. Nejčastěji se takto používají alkylfenoly jako je butylhydroxytoluen, nově se též používají stabilizátory tvořené stericky ovlivněnými aminy.
  - Antiozonanty zabraňují rozpadu polymerů způsobenému ozonem.
- Sekvestranty vytváří cheláty s ionty kovů a omezují tak jejich katalytické účinky.
- Ultrafialové stabilizátory chrání polymery před účinky ultrafialového záření.

## Stabilizátory barev
Ke stabilizaci barev se používají emulgátory a detergenty, které stabilizují emulze.

## Stabilizátory potravin
K potravinářským stabilizátorům patří emulgátory, zahušťovadla, želírovací látky, stabilizátory pěny, zvlhčovadla a protispékavé látky.